# Бонно (Південна Кароліна)
Бонно (англ. Bonneau) — місто (англ. town) в США, в окрузі Берклі штату Південна Кароліна. Населення — 431 особа (2020).

## Географія
Бонно розташоване за координатами 33°18′49″ пн. ш. 79°57′14″ зх. д. / 33.31361° пн. ш. 79.95389° зх. д. (33.313492, -79.953958).  За даними Бюро перепису населення США в 2010 році місто мало площу 7,94 км², з яких 7,80 км² — суходіл та 0,14 км² — водойми.

## Демографія
Згідно з переписом 2010 року, у місті мешкало 487 осіб у 190 домогосподарствах у складі 132 родин. Густота населення становила 61 особа/км².  Було 215 помешкань (27/км²).
Расовий склад населення:
| - 83,6 % — білих - 12,3 % — чорних або афроамериканців - 1,4 % — азіатів - 0,2 % — корінних американців - 1,0 % — осіб інших рас |

До двох чи більше рас належало 1,4 %. Частка іспаномовних становила 1,6 % від усіх жителів.
За віковим діапазоном населення розподілялося таким чином: 26,9 % — особи молодші 18 років, 60,2 % — особи у віці 18—64 років, 12,9 % — особи у віці 65 років та старші. Медіана віку мешканця становила 36,9 року. На 100 осіб жіночої статі у місті припадало 85,2 чоловіків;  на 100 жінок у віці від 18 років та старших — 80,7 чоловіків також старших 18 років.
Середній дохід на одне домашнє господарство  становив 49 747 доларів США (медіана — 33 438), а середній дохід на одну сім'ю — 62 601 долар (медіана — 39 250). За межею бідності перебувало 26,3 % осіб, у тому числі 36,8 % дітей у віці до 18 років та 16,9 % осіб у віці 65 років та старших.
Цивільне працевлаштоване населення становило 161 особа. Основні галузі зайнятості: будівництво — 16,8 %, освіта, охорона здоров'я та соціальна допомога — 13,0 %, публічна адміністрація — 10,6 %, науковці, спеціалісти, менеджери — 10,6 %.